# بيضائية
البيضائية (الاسم العلمي Leucaena)، جنس أشجار مزهرة سريعة النمو موطنها المناطق الاستوائية في أمريكا، وقد توطنت هذه الأشجار في القارات جميعها. ويعد هذا النبات أساساً أحد الحشائش غير المرغوبة فيها التي تغزو مجاري
المياه والمواقع المضطربة والأراضي الزراعية.
الاسم العلمي مشتق من الكلمة الإغريقية λευκός (لوكوس)، والتي تعني "الأبيض" في إشارة إلى زهورها البيضاء.